# Chiesa di Santa Maria Assunta (Marlengo)
La chiesa di Santa Maria Assunta (in tedesco Pfarrkirche Maria Himmelfahrt) è la parrocchiale a Marlengo, in provincia autonoma di Bolzano. Appartiene al decanato di Merano-Passiria della diocesi di Bolzano-Bressanone e risale al XII secolo.

## Storia

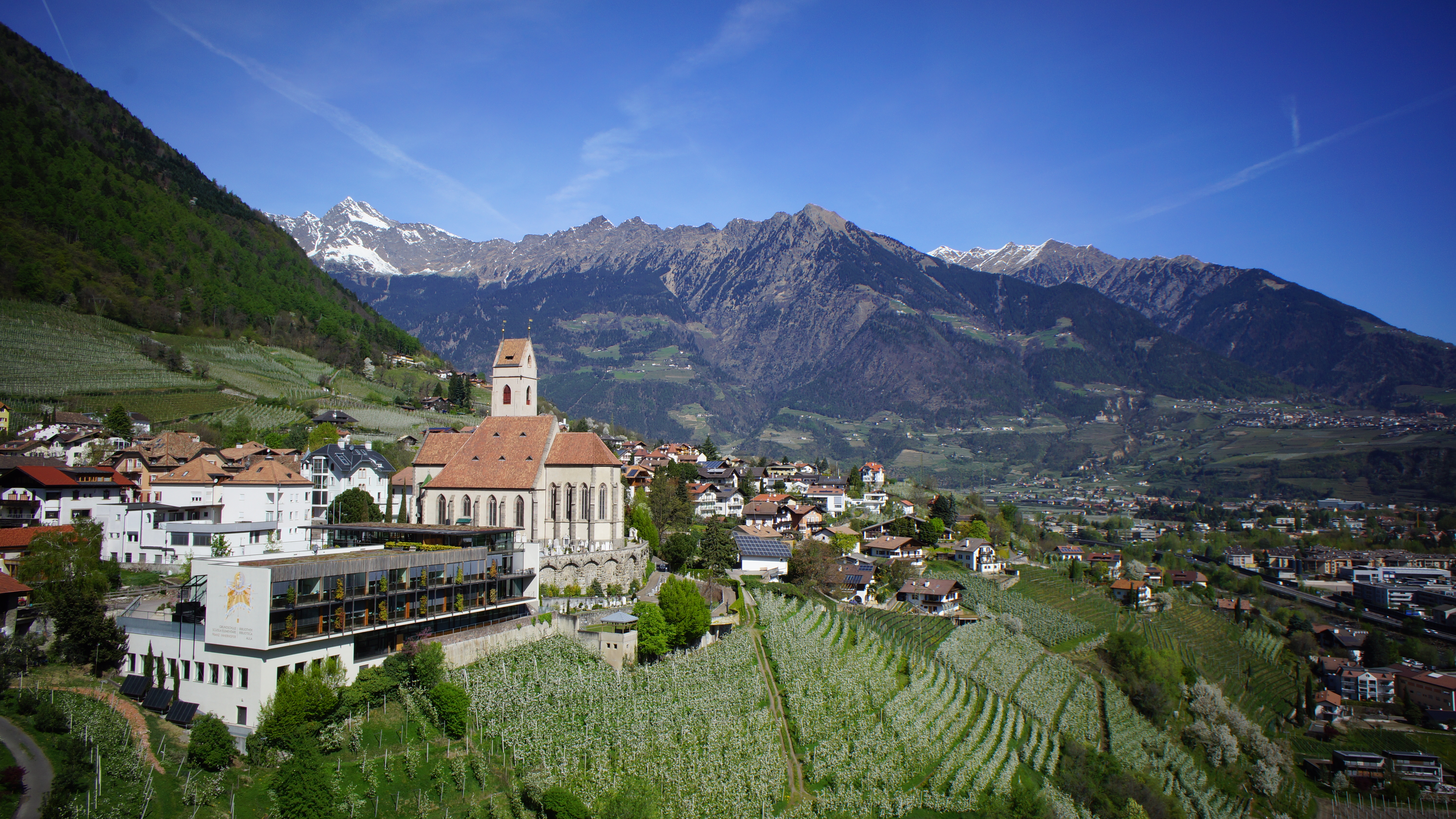
Panorama di Marlengo con la chiesa di Santa Maria Assunta.

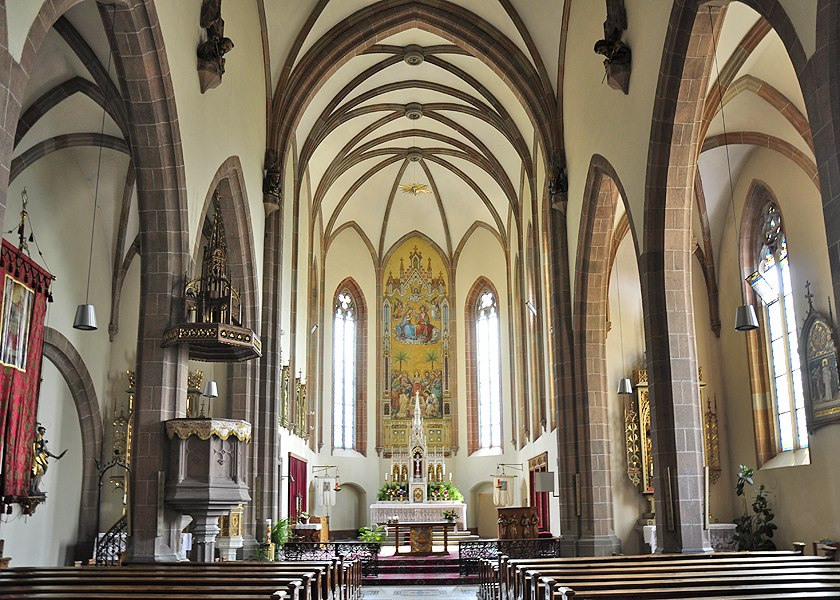
Navata centrale della chiesa.

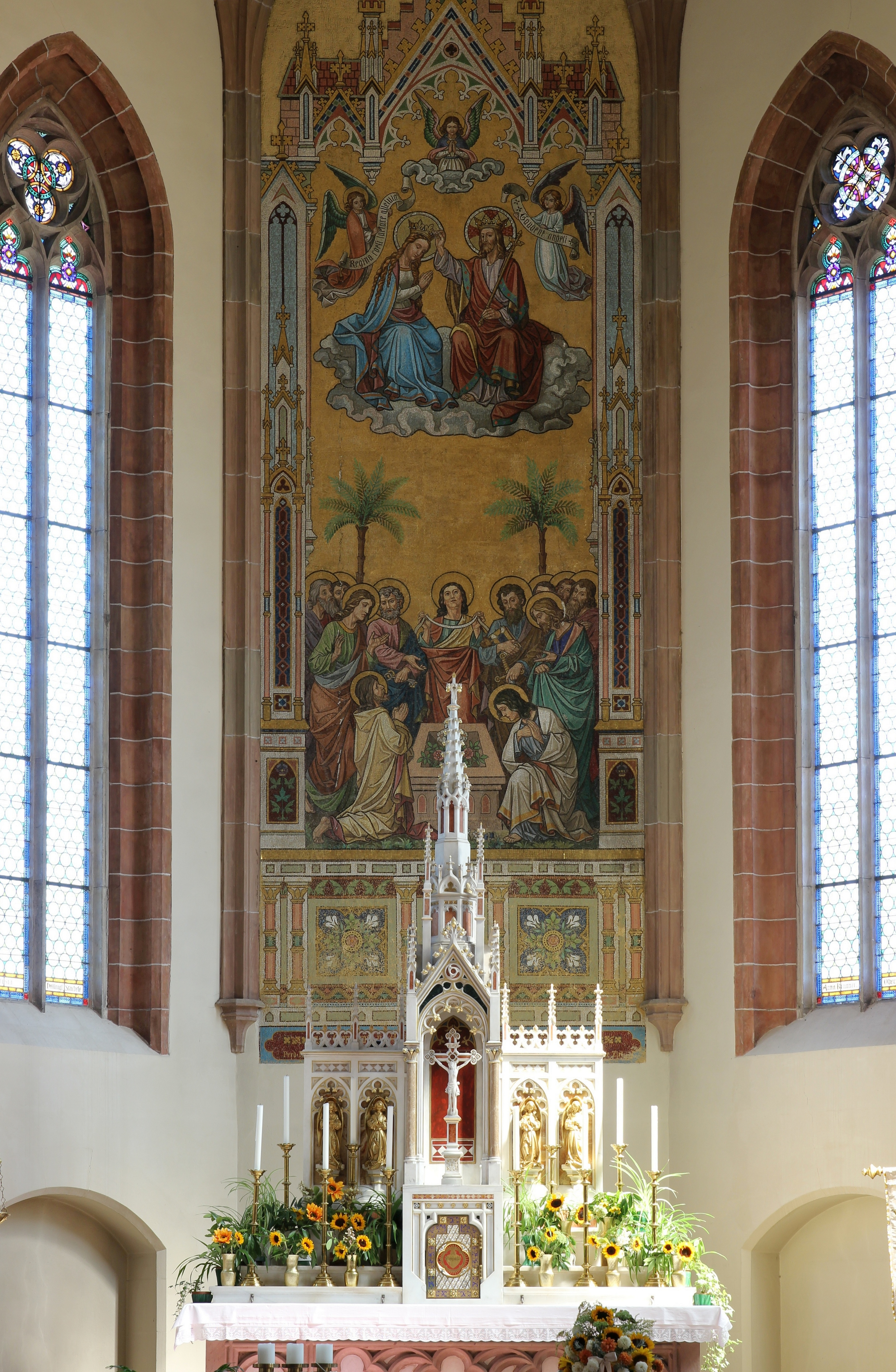
Altare maggiore.

La prima volta che il luogo di culto di Marlengo viene ricordato si trova in documentazioni storiche risalenti al 1166. Attorno alla metà del XIII secolo l'edificio originario fu oggetto di un'importante ristrutturazione e nuovi lavori, che comportarono anche un suo ampliamento, vennero realizzati oltre due secoli più tardi, attorno al 1480. In quest'ultima occasione fu edificata la torre campanaria, che non ci è pervenuta perché successivamente andata distrutta con un incendio.
Attorno al 1847 venne installata nella ricostruita torre campanaria una nuova ed imponente campana, chiamata Annamaria. La solenne consacrazione della chiesa di Santa Maria Assunta fu celebrata nel 1901.

## Descrizione

### Esterno
Il luogo di culto si trova in posizione elevata rispetto al centro abitato, nella sua parte orientale. Mostra orientamento verso est e la struttura è in stile neogotico.
Di particolare rilevanza anche nella storia della musica è il concerto campanario sulla sua torre, che ha ispirato il compositore Franz Liszt per la sua Ihr Glocken von Marling.
La chiesa ha ispirato una costruzione gemella che si trova in Inghilterra.

### Interno
La sala è divisa in tre navate e l'originaria chiesa duecentesca viene conservata nella struttura della cappella utilizzata come sagrestia. 
Gli interni sono arricchiti da uno storico altare maggiore e da notevoli altari laterali. Alla conclusione della navata centrale il presbiterio ospita un mosaico di grande impatto e che raffigura scene della vita di Maria Assunta. In cantoria si trova l'organo, tutelato come bene artistico.